# إبراهيم بن عبد الرحمن التركي
إبراهيم بن عبد الرحمن التركي العمرو (ولد 1956 م) كاتب وأديب وشاعر سعودي. رئيس تحرير المجلة الثقافية بصحيفة الجزيرة السعودية على مدار سنوات طويلة، تولى مناصب ثقافية وتربوية وإعلامية عديدة.

## سيرته
ولد إبراهيم بن عبد الرحمن التركي العَمْرو في عنيزة، يوم الجمعة 10 صفر 1376هـ الموافق 14 سبتمبر 1956م.
عمل في الصفحات الثقافية في جريدة الجزيرة لمدة ثمانية وثلاثين عامًا 1985-2022م، ورأسَ تحرير الشؤون الثقافية فيها إلى عام 2022. صدرت له العديد من المؤلفات الأدبية منها كتاب "إمضاء لذاكرة الوفاء".

## مناصبه
- مدير التحرير للشؤون الثقافية بصحيفة الجزيرة السعودية إلى عام 2022.[4]
- مشرف على المجلة الثقافية الصادرة عنها منذ 2002م.
- رئيس القسم الثقافي في صحيفة الجزيرة السعودية وأحد كتابها منذ عام 1985م.
- له زاوية أسبوعية كل سبت في صحيفة الجزيرة السعودية.
- أجرى العديد من الحوارات الثقافية في صفحة (واجهة ومواجهة) في صحيفة الجزيرة السعودية.
- عمل مذيعًا متعاونًا وقارئ نشرات إخبارية ومعدَّ برامج في إذاعة المملكة العربية السعودية (البرنامج العام) مدَّة 15 عامًا (1985 2000).
- عضو لجنة المشورة لمهرجان الجنادرية في إحدى دوراتها.
- المشرف على نشرة الملتقى الصادرة عن الملتقى الأول للمثقفين السعوديين.
- عضو الهيئة الاستشارية لجائزة الشيخ محمد باشراحيل للإبداع الثقافي.
- مستشار إعلامي غير متفرغ لجمعية الهلال الأحمر السعودي.
- مستشار إعلامي غير متفرغ لوزارة التعليم العالي.
- شهادة تقدير من جائزة دبي للصحافة الثقافية على المستوى العربي 2008 م [بحاجة لمصدر]
- دكتوراه في فلسفة التربية [بحاجة لمصدر] عن «دور العولمة في التحول التربوي»: دراسة وصفية وتطبيقية على مدارس أهلية في المملكة العربية السعودية، من جامعة جنوب إلينوي منتظمًا،[محل شك] وكولمبس من بُعد، بالولايات المتحدة 2006م.[محل شك] وقد صدرت رسالته في كتاب قدَّم له الدكتور عبد الله الغذامي.[بحاجة لمصدر]
- ماجستير في (تقنيات التعليم) من جامعة سان دييجو الحكومية (الولايات المتحدة) عام 1983م.
- تدرَّج بعدة وظائف بمعهد الإدارة العامة من مساعد مدرِّب لمدرِّب فمدرِّس ومدير لعدَّة إدارات، قبل أن يصبح نائبًا لرئيس مجموعة رياض نجد للتربية والتعليم والاستشارات والتدريب" ومديرًا عامًّا لمدارس رياض نجد.[بحاجة لمصدر]

## مؤلفاته
1. سفر في منفى الشمس: قراءات في اغتراب الكلمة، كتاب 1996م.
2. عبد الله العلي النعيم: الإدارة بالإرادة 2002م.
3. مالم يقله الحاوي: قراءات في اغتراب الكلمة 2004م.
4. كان اسمه الغد: مقاربات في ثقافة التخلف 2004م.
5. كيلا يؤرخ أيلول: معطيات في شرعية الاختلاف 2006م.
6. وفق التوقيت العربي: سيرة جيل لم يأتلف 2006م.
7. خارج الإطار. 2006م.
8. من حكايات الشيخ عبد الرحمن بن سعدي. 2006م.
9. الإطار يكفي. 2006م.
10. دوائر ليس إلا. 2009م.[5]
11. فواصل في مآزق الثقافة العربية. 2011م.[6]
12. إمضاء لذاكرة الوفاء. 2011م.[7]
13. سيرة كرسي ثقافي. 2015م.[8]
14. خيمة وألف صمت (ديون شعر). 2018م.
15. المضادات الثقافية: معطيات النص والشخص. 2018م.[9]
16. الذاكرة والعقل: قراءة في المتغيرات الثقافية. 2021.[10]

## تكريمه
- في 4 سبتمبر 2024م نظَّمت ثلاثة أندية أدبية هي: (نادي جدة الأدبي، ونادي الرياض الأدبي، ونادي القصيم الأدبي) حفل تكريم للدكتور إبراهيم بن عبد الرحمن التركي على مسرح نادي القصيم الأدبي في مدينة بريدة.[11][12]